# Токари (Мазовецьке воєводство)
Токари (пол. Tokary) — село в Польщі, у гміні Корчев Седлецького повіту Мазовецького воєводства.
Населення — 229 осіб (2011).
У 1975-1998 роках село належало до Седлецького воєводства.

## Демографія
Демографічна структура станом на 31 березня 2011 року:
|          | Загалом | Допрацездатний вік | Працездатний вік | Постпрацездатний вік |
| -------- | ------- | ------------------ | ---------------- | -------------------- |
| Чоловіки | 115     | 17                 | 78               | 20                   |
| Жінки    | 114     | 16                 | 61               | 37                   |
| Разом    | 229     | 33                 | 139              | 57                   |